# The Cookout
The Cookout es una película estadounidense de 2004, dirigida por Lance Rivera. También fue coescrita por Queen Latifah, y es también el debut en el cine de su madre Rita Owens. Esta fue la última película de Carl Wright y Farrah Fawcett, debido a sus respectivas muertes en 2007 y 2009.
También cuenta con las participaciones principales de Quran Pender, su primera aparición en una película. También actúan los actores Jenifer Lewis, Ja Rule, Jonathan Silverman y la actuación antagónica de Meagan Good.

## Reparto
- Quran Pender - Todd Andersen
- Jenifer Lewis - Emma Andersen / Lady Em
- Meagan Good - Brittany
- Ja Rule - Bling Bling / Percival "Assmackey" Ashmokeem
- Jonathan Silverman - Wes Riley
- Frankie Faison - Johnny "JoJo" Andersen
- Tim Meadows - Leroy
- Farrah Fawcett - Mrs. Crowley
- Danny Glover - Juez Crowley
- Queen Latifah - Oficial Mildred Smith
- Kevin Phillips - Jamal Washington
- Reg E. Cathey - Franklin "Frank" Washington
- Rita Owens - Ernestine "Netty" Washington
- Gerry Bamman - Mayordomo Gibbs
- Eve - Becky Host
- Carl Wright - Abuelo Roger
- Ruperto Vanderpool - Wheezer
- Jerod Mixon - Willie
- Jamal Mixon - Nelson
- Marci Reid - Mrs. Peters
- Denee Busby - Lil Dee
- Shawn Andrew - Jerome
- Godfrey - Jasper
- Vincent Pastore - Poo Salesman
- Jesse May - Olivier
- Lance Spellerberg - Sven